# Christian Rasmussen (præst)
 Der er flere personer med dette navn, se Christian Rasmussen.
Christian Vilhelm Rasmussen (25. november 1846 i Skrodsbjerg ved Køge – 10. november 1918 i Lynge) var en dansk-grønlandsk filolog, præst og sprogforsker, i byen Ilulissat (Jakobshavn).
I 1873 flyttede han som ordnineret missionær til Ilulissat i Nordgrønland et år efter han tog teologisk embedseksamen i Herlufsholm. 
Hans første kone døde efter kun et år på Grønland. Samtidig døde deres barn som spæd, og han blev også selv alvorligt syg og måtte tilbringe vinteren hjemme i Danmark. 
Da han kom tilbage til Grønland for at fortsætte sit virke, mødte han sin anden kone, Sofie Lovise Rasmussen (Fleischer (1842? i Ritenbenk i Grønland -  1917 i Lynge, Danmark). 
Hun var født i Grønland som datter af K.G. Fleischer og en datter af en sælfanger. De blev gift: 15. november 1875 i Jakobshavn, Grønland.
De fik 1879 sønnen Knud Rasmussen, som blev polarforsker og udforskede Grønland på mange ekspeditioner. Knud samlede megen information om grønlænderne. Christian havde selv grønlandske gener; hans bedstemor Susanne var grønlandsk, og var gift med kolonibestyrer Johannes Winding. 
Lige ved Zionskirken i Ilulissat ligger det, som i dag er Jakobshavns Museum. Bygningen blev opført i 1847 som Nordgrønlands Seminarium, der blev nedlagt i 1875 på grund af mangel på elever. Så blev bygningen præstebolig, og her boede Christian Rasmussen. 
Han flyttede hjem til Danmark i 1895 og blev året efter sognepræst for menighederne Lynge og Uggeløse i Nordsjælland. 
Han var Ridder af Dannebrog.

## Bøger
- 1888 – En bog om grønlandsk sprog
- 1893 – Den første dansk-grønlandske ordbog, sammen med missionæren J. Kjer[1]